# 梅廼舎塾
梅廼舎塾（うめのやじゅく）は、千家俊信が出雲杵築に開いた国学塾。表記は梅の舎塾、梅舎塾とも。

## 概要
第七十六代出雲国造千家俊秀の弟である千家俊信が、本居宣長に学んだ後、郷里の出雲にて開学し、江戸期の中国地方における国学の中心となった。